# Villa Carlesso
Villa Carlesso è una villa veneta della Favorita, località del comune di Venezia a nord di Mestre.
È uno dei tanti palazzi del Terraglio, sorgendo sul suo lato orientale.

## Storia
Dovrebbe derivare dagli edifici dell'ospedale-monastero annesso alla demolita chiesa di San Giuliano. L'ospizio cessò ogni attività nel corso del Seicento, quando era giuspatronato dei Sagredo (proprietari anche della vicina villa Sagredo, in seguito demolita); è probabile che in questa stessa occasione il complesso venisse convertito a «casa dominical» e affittato a terzi.
Nel 1810 venne acquistato da Giambattista Raine che gli diede l'aspetto odierno. Nel 1817 ne venne demolita una parte per far spazio alla rettifica del Terraglio.
Nella seconda metà dell'Ottocento pervenne ai Della Mora che costruirono l'annesso orientale isolato. In tempi più recenti fu dei Pozzobon, dai quali passò agli attuali proprietari, i Carlesso.

## Edificio
La casa padronale è un volume compatto a pianta rettangolare e sviluppato su tre livelli. 
Tutte e quattro le facciate si caratterizzano per la forometria regolare. Il fronte principale è quello rivolto a sud ed è identico a quello retrostante; esso può essere diviso verticalmente in cinque assi su cui si dispongono le aperture, e orizzontalmente in tre registri sottolineati dalle pitture delle pareti, consistenti in fasce colorate con motivo a festoni che si sviluppano lungo tutto il perimetro dell'edificio.
La principale peculiarità della villa sono in effetti le decorazioni pittoriche che ricoprono l'intera superficie delle pareti. Alle già citate fasce colorate si aggiunge uno sfondo a righe ocra chiare e scure e, tra le aperture, delle decorazioni rosse a motivi floreali. Le finestre sono profilate con intonaco rosso e sono sovrastate da due festoni obliqui che, al piano terra con l'esclusione del portale, formano un timpano triangolare, e, per il resto, una lunetta semicircolare.
Le aperture sono tutte architravate. Il piano terra e il primo piano presentano finestre rettangolari, fatto salvo l'asse centrale dove si trovano il portale d'ingresso e, sopra, una porta finestra aperta su un balconcino con ringhiera in ferro. Sul sottotetto si trovano solo finestre quadrate.
Conclude l'edificio una cornice in pietra modanata.
Connesso alla casa padronale è un piccolo annesso con portico ad arco al piano terra e finestre architravate al primo piano.